# Gilson Antunes
Gilson Uehara Gimenes Antunes (Ilha Solteira, 16 de Março de 1972) é um compositor, violonista e professor de música brasileiro. 

## Carreira
Gilson Uehara Gimenes Antunes nasceu em Ilha Solteira, em 16 de março de 1972. Aos 10 anos teve seu primeiro contato com o violão ao assistir uma apresentação em uma igreja, o que o motivou a estudar música e tocar o instrumento. Aos 17 anos concluiu o seu curso com medalha de ouro no Conservatório Musical Mário de Andrade, na capital paulista. Anos mais tarde, adquiriu o bacharelado na Universidade Estadual Paulista "Júlio de Mesquita Filho" (UNESP) e fez especialização pela Guildhall School of Music and Drama na Inglaterra. Anos mais tarde, adquiriu o mestrado e doutorado pela Universidade de São Paulo (USP).
Em 2000, lançou seu primeiro CD, o “Music for Guitar by Young Brazilian Composers”, com obras dedicadas a ele por compositores recém-formados pelas três principais universidades de São Paulo.
É especialista da vida e obra do lendário violonista brasileiro do início do século XX, Américo Jacomino, sobre o qual publicou seu primeiro artigo acadêmico, em colaboração com Paulo Castagna. Em 2002, lançou um CD com 14 canções do violonista paulistano, baseado nas gravações e partituras originais do musicista.
Em 2009, lançou álbum com obras do compositor mineiro Marcus Siqueira um dos principais compositores contemporâneos para violão. Em 2012, realizou uma obra integral para violão do compositor carioca Roberto Victorio.
Ele veio a participar como comerista em um CD com canções originais para três violões de compositores brasileiros. Também gravou com o Trio de Violões de São Paulo e na coletânea “Violões do Brasil” Volume 1 e 2. Além disso, atuou em duetos, como a parceria com a flautista Celina Charlier e a soprano Caroline de Comi.
Tem regularmente realizado recitais e apresentações diversas, com repertórios que costumeiramente incluem obras na música brasileira, tendo já se apresentando em importantes festivais no Brasil e no externor, como o Encuentro Identidades realizado na cidade de Havana em Cuba; o Maracay en Guitarra, em Maracay na Venezuela; o Festival Ramón Noble, no México; o Festival de Guitarra de Verano, em Lima no Peru; o Caroso Festival, na Itália; o GSMD Music Week, em Londres na Inglaterra; o Guitar Gems Jerusalem Series em Israel; o Radford After Dark, em Radford nos EUA; entre outros. Também costuma atuar como solista em orquestras, já tendo participado da Orquestra del MEC do Uruguai, Orquestra Sinfônica da Unicamp de Campinas; a Orquestra de Câmara da UNESP, Orquestra sinfônica de Mogi das Cruzes; Orquestra sinfônica de Santo André e a Orquestra de Câmara de São Paulo.
Desde 2004, concomitantemente a sua carreira artística, o violonista também é docente na Universidade Federal da Paraíba. Também é professor do Institute de Artes da Unicamp.
Ele também se dedica a divulgar jovens talentos e instrumentistas ainda pouco conhecidos, já tendo criado festivais de música para abrir espaço para novos artístas, como a criação do Festival de Música de Ourinhos e o Seminário Internacional de Violão Vital Medeiros. Também criou outros eventos pontuais, como a Mostra de Violão Musicalis e o Festival D´Addario de Violão.
O instrumentista é patrocinado pela empresa de cordas D´Addario.

## Discografia
- Music for Guitar by Young Brazilian Composers (independente, 2000)
- Música Brasileira para Trio de Violões - Trio de Violões de São Paulo (Paulus, 2001)
- Obras para Violão de Américo Jacomino Canhoto (GTR, 2003)
- 10 Anos de Violão Intercâmbio (GTR, 2004)
- Violões do Brasil (Galvani, 2005).
- Marcus Siqueira por Gilson Antunes (Água Forte, 2009)
- Roberto Victorio: Obras para Violão (Independente, 2012)

## Publicações
- Antunes & Floss (2013). O Menino e o Violão - trilogia do despertar. 1ªed. Porto Alegre: Ideograf. ISBN 9788591564514